# Project 100 000
Project 100 000 (Projeto 100 000; também McNamara's 100 000; 100 000 de McNamara), também conhecido como McNamara's Folly (Loucura de McNamara), McNamara's Morons (Idiotas de McNamara) e McNamara's Misfits (Desajustados de McNamara), foi um controverso programa do Departamento de Defesa dos Estados Unidos na década de 1960 para recrutar soldados que anteriormente estariam abaixo dos padrões mentais ou médicos militares. O Projeto 100 000 foi iniciado pelo secretário de Defesa Robert McNamara em outubro de 1966 para atender às crescentes necessidades de mão de obra do governo estadunidense na Guerra do Vietnã. De acordo com Hamilton Gregory, autor do livro McNamara's Folly: The Use of Low-IQ Troops in the Vietnam War, os indivíduos induzidos pelo projeto morreram em taxas mais altas do que outros estadunidenses que serviram no Vietnã e, após seu serviço, tiveram rendas mais baixas e taxas mais altas de divórcio do que seus colegas não veteranos. O projeto foi finalizado em dezembro de 1971 e tem sido tema de controvérsia, especialmente durante a escassez de mão de obra na Guerra do Iraque.

## Contexto

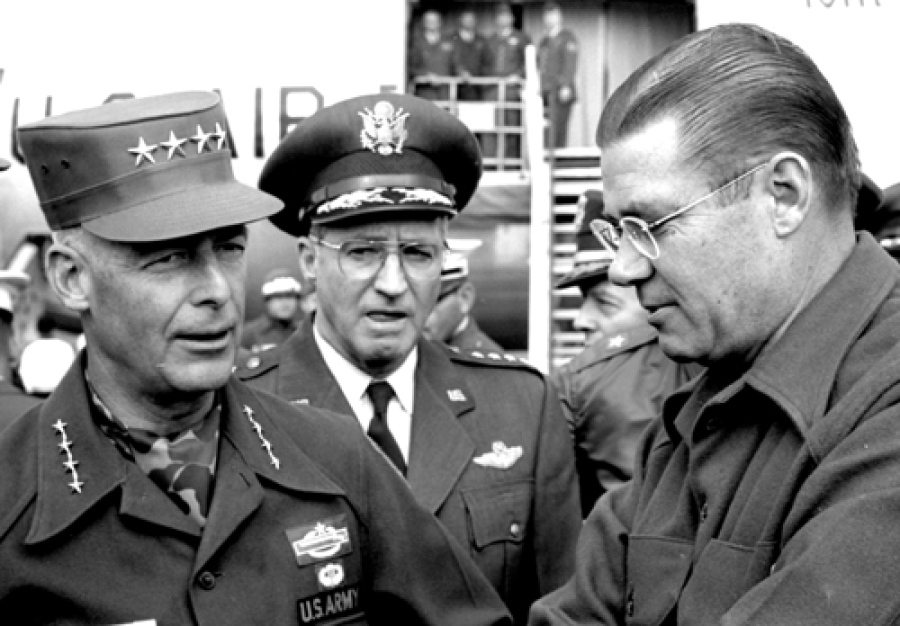
O secretário de Defesa dos EUA, Robert McNamara, é recebido pelo general Paul L. Freeman Jr durante uma visita à Base Aérea de Rhein-Main em Frankfurt, Alemanha

Em vários momentos de sua história, o exército dos Estados Unidos recrutou pessoas que estavam abaixo dos padrões mentais e médicos específicos. Aqueles que pontuaram em certos percentis mais baixos de testes de aptidão mental foram admitidos em serviço durante a Segunda Guerra Mundial, embora esta experiência tenha eventualmente levado a um patamar legal de 80 QI para se alistar. Outro caso ocorreu na década de 1980 devido a uma Bateria de Aptidão Vocacional dos Serviços Armados mal informada.
Em outubro de 1966, as convocações mensais de recrutamento aumentaram constantemente por 15 meses consecutivos e chegaram a 49 300, o maior número desde o início de 1951, o período de maior mobilização da Guerra da Coreia, quando 80 000 homens por mês foram convocados. Em uma série de decisões, o Pentágono baixou a pontuação necessária para ser admitido para até 10 no Teste de Qualificação das Forças Armadas (pontuação perfeita: 99) — uma queda de 6%.
McNamara pensou que poderia transformar soldados abaixo da média em soldados acima da média através do uso da tecnologia e do aprendizado por meio do uso de videoteipes. De acordo com Hamilton Gregory, autor de McNamara's Folly: The Use of Low-IQ Troops in the Vietnam War:

McNamara era um amante da tecnologia... McNamara acreditava que poderia vencer a guerra no Vietnã através do uso de tecnologia avançada e análise computadorizada... E ele acreditava que poderia aumentar a inteligência dos homens através do uso de videoteipes.

## Projeto
Promovido como uma resposta à guerra contra a pobreza do presidente Lyndon B. Johnson, dando treinamento e oportunidade aos sem instrução e aos pobres, os homens recrutados foram classificados como “New Standards Men” (Homens de Novos Padrões; ou, pejorativamente, como o “Moron Corps”; Corpo de Idiotas). Eles haviam pontuado na Categoria IV do Teste de Qualificação das Forças Armadas, que os colocou na faixa do percentil 10-30. O número de soldados supostamente recrutados por meio do programa varia, de mais de 320 000 a 354 000, que inclui tanto alistados voluntários quanto recrutas (54% e 46%, respectivamente). Os requisitos de entrada foram flexibilizados, mas todos os homens do Projeto 100 000 foram enviados através de programas normais de treinamento com outros recrutas, e os padrões de desempenho, portanto, foram os mesmos para todos. O Exército dos EUA recebeu 71% dos recrutas, seguido de 10% pelos Fuzileiros Navais, 10% pela Marinha e 9% pela Força Aérea.
Os soldados do Projeto 100 000 incluíam aqueles incapazes de falar inglês, que tinham baixa aptidão mental, deficiências físicas menores e aqueles que estavam ligeiramente acima ou abaixo do peso. Eles também incluíam uma categoria especial composta por um grupo de controle composto por soldados "normais". Cada uma das diferentes categorias foi identificada nos registros oficiais dos soldados por uma grande letra vermelha estampada na primeira página de seus contratos de alistamento. Os departamentos de recursos humanos tinham que preparar relatórios sobre eles, a serem apresentados mensalmente ao Departamento do Exército. Os relatórios mensais não revelavam a identidade dos soldados.

## Consequências

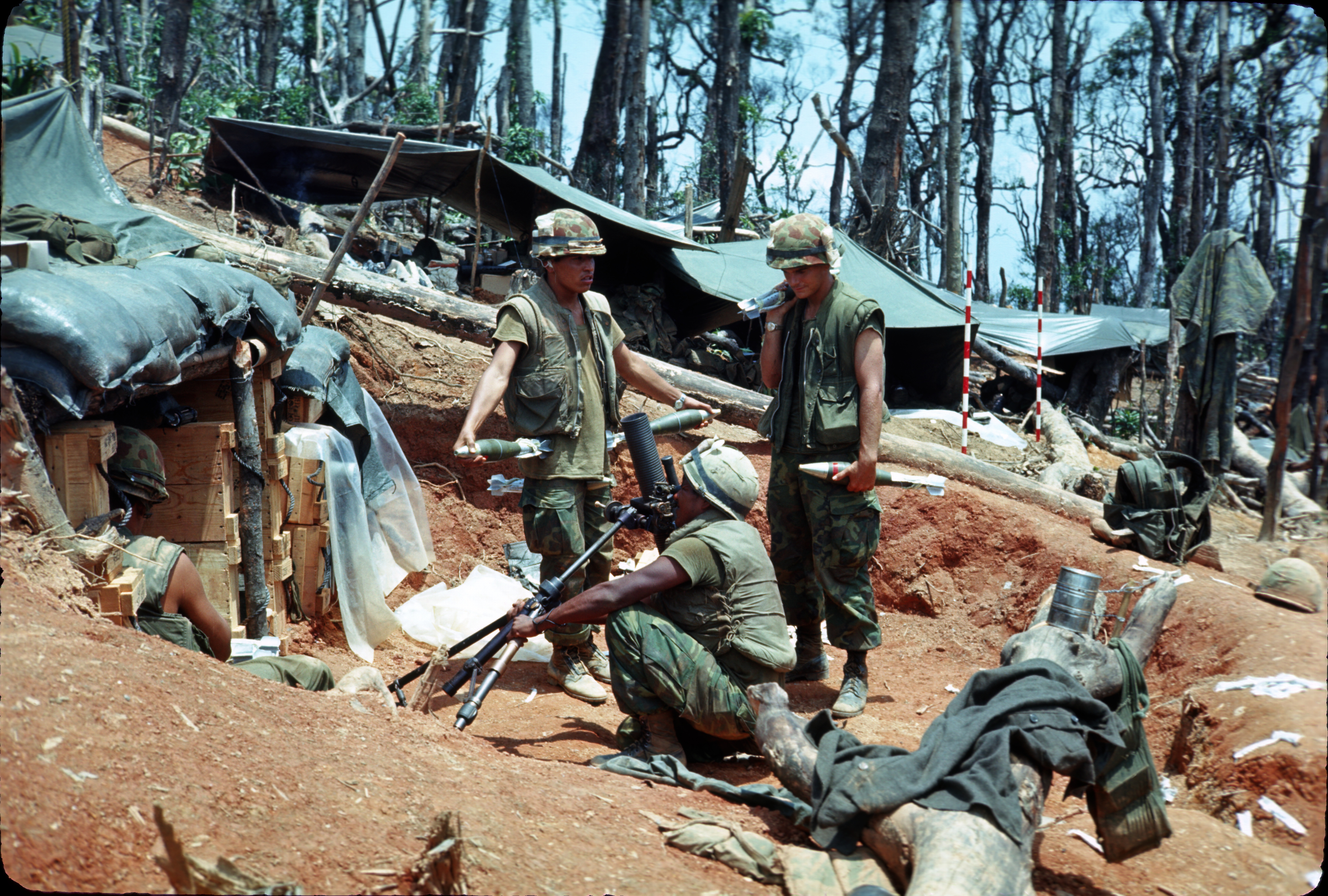
Pelotão de Morteiros do Corpo de Fuzileiros Navais em abril de 1969, mês em que a mão de obra dos EUA no Vietnã atingiu o pico com 543 000 militares implantados no país

Embora o projeto tenha sido promovido como uma resposta à guerra contra a pobreza do presidente Lyndon Johnson, tem sido objeto de críticas. Em relação às consequências do programa, um estudo de 1989 patrocinado pelo Departamento de Defesa dos Estados Unidos concluiu:
Comparações entre os participantes Projeto 100 000 e seus colegas não veteranos mostraram que, em termos de status de emprego, desempenho escolar e renda, os não veteranos pareciam estar em melhor situação. Os veteranos tinham maior probabilidade de estar desempregados e de ter um nível de educação significativamente mais baixo. As diferenças de renda variavam de 5 000 dólares [a] 7 000 dólares, em favor dos não veteranos. Os veteranos eram mais propensos a se divorciarem.
Uma resenha de 1995 do livro de McNamara In Retrospect: The Tragedy and Lessons of Vietnam no Washington Monthly criticou severamente o projeto, escrevendo que "o programa oferecia uma passagem só de ida para o Vietnã, onde esses homens lutaram e morreram em números desproporcionais... os homens do 'Corpo de Idiotas' forneceram a bucha de canhão necessária para ajudar a evitar o horror político de deixar cair os adiamentos dos empréstimos dos estudantes ou de chamar as reservas".
 O Projeto 100 000 foi destacado em um editorial de 2006 no The New York Times em que o ex-professor auxiliar Wesleyan e então professor auxiliar da Tufts Kelly M. Greenhill, escrevendo no contexto de um déficit de recrutamento contemporâneo, concluiu que "o Project 100 000 foi um experimento fracassado. Provou ser uma distração para os militares e de pouco benefício para os homens que ele foi criado para ajudar." Para explicar a razão para os veteranos do projeto se saírem pior na vida civil do que seus colegas não veteranos, Greenhill levantou a hipótese de que isso pode estar relacionado às consequências psicológicas do combate ou ao despreparo para a transição pós-militar.